# Мусиенко, Оксана Станиславовна
Оксана Станиславовна Мусиенко (укр. Оксана Станиславівна Мусієнко; род. 27 мая 1938, Киев) — советский и украинский киновед, кинокритик, заведующая кафедрой киноведения КНУТКиТ имени И. К. Карпенко-Карого (1991—2013). Крупнейший эксперт в области мирового киноискусства с многолетним стажем. Кандидат искусствоведения (1973), заслуженный деятель искусств Украины (1998), член-корреспондент Национальной академии искусств Украины (2001). Одна из авторов «Энциклопедии современной Украины».

## Биография
Родилась 27 мая 1938 года в Киеве.
Отец — Станислав Вышинский, был тесно связан с киноискусством с конца 1920-х годов. Был знаком с Александром Довженко, работал редактором на кинофабриках в Одессе и Киеве.
Мать — Наталья Кандыба (1916—1983), актриса театра имени Ивана Франко, представительница аристократического рода Кандыб.
В 1960 году Мусиенко окончила Киевский национальный университет имени Тараса Шевченко по специальности «Философия, история». С 1962 по 1967 год преподавала основы эстетического воспитания в ПТУ № 15. С 1967 по 1970 год обучалась на аспирантуре при Институте искусствоведения, фольклора и этнографии имени М. Ф. Рыльского.
С 1971 года преподаёт в КНУТКиТ имени И. К. Карпенко-Карого, с 1991 по 2013 год занимала в университете пост заведующей кафедры киноведения. В 1973 году защитила диссертацию на соискание учёной степени кандидата искусствоведения по теме «Образ защитника Родины на экране: Проблема героического характера в украинских советских фильмах о Великой Отечественной войне».
Автор более 70 кинопубликаций, научных пособий, программ и сценариев. Как кинокритик печатается в отечественных и зарубежных изданиях.
В мае 2003 года подписала обращение украинских кинематографистов к тогдашнему президенту страны Леониду Кучме в связи с увольнением с поста заместителя министра культуры Украины Анны Чмиль. В марте 2014 года поставила свою подпись под обращением деятелей украинского киноискусства к деятелям российского по причине политических событий в Украине.
Дочь — искусствовед Наталья Мусиенко. Проживает в Киеве, на Пушкинской улице.

## Взгляды
Считает, что современное кино пребывает в состоянии стагнации. «И может поэтому, в украинском кино, несмотря на его малочисленность, куда более интересны режиссёры, которые имеют почерк, являются авторами, стремятся искать своё и в своем… Кира Муратова, Сергей Маслобойщиков, Александр Шапиро…». По отзывам коллег, выделяется «расположением к кино жанровому, ориентированному на массовые вкусы и предпочтения». Увлекается западным киноискусством, издала несколько книг о творчестве французских и американских кинодеятелей.

## Научные работы, книги
- «Образ защитника Отечества на экране» (1973)
- «Гуманизм и антигуманизм в современном искусстве Запада» (1978)
- «В лабиринте иллюзий» (1987)
- «Тарковский и философия бытия» (1995)
- «Свет далёких звёзд» (1995; в соавторстве с дочерью, Натальей, и Валентиной Слободян)
- «Новая волна во французском кинематографе: истоки, теоретическая основа, мастера» (1995)
- «Кино и мифы тоталитарного общества» (1996)
- «К проблеме украинского исторического фильма» (1999)
- «Новаторские течения во французском кинематографе (вторая половина XX века)» (2005)
- «Украинское кино: тексты и контексты» (2009)[3]

## Признание
- кандидат искусствоведения (1973)
- заслуженный деятель искусств Украины (1998)
- член-корреспондент Национальной академии искусств Украины (2001)
- кавалер ордена княгини Ольги III степени (2004)[7]
- лауреат Золотой медали Национальной академии искусств Украины (2008)
- кавалер ордена «За заслуги» III степени (2024)[8]
- член Национального союза кинематографистов Украины[3]